# Tethygeneia pacifica
Tethygeneia pacifica är en kräftdjursart som först beskrevs av Schellenberg 1938.  Tethygeneia pacifica ingår i släktet Tethygeneia och familjen Eusiridae. Inga underarter finns listade i Catalogue of Life.